# Ганюшов Микола Петрович
Микола Петрович Ганюшов (18 грудня 1931, тепер Вологодська область, Російська Федерація — ?) — радянський естонський діяч, секретар ЦК КП Естонії. Член Бюро ЦК КП Естонії в 1984—1989 роках. Депутат Верховної ради Естонської РСР 10—11-го скликань. 

## Життєпис
З 1947 року працював листоношею в колгоспі імені Чкалова Виборзького району Ленінградської області. У 1947—1951 роках — рахівник і бухгалтер санаторіїв системи управління Виборзького приморського курорту.
З 1951 по 1957 рік служив у Радянській армії: в 1951—1956 роках — в автошколі 118-ї гвардійської Естонської стрілецької дивізії Ленінградського військового округу; в 1956—1957 роках — автомеханік військового госпіталю № 1079 у місті Виборг Ленінградської області; в 1957 році — в.о. командира автошколи 36-ї гвардійської мотострілецької дивізії Прибалтійського військового округу. Член КПРС з 1953 року.
У 1956—1963 роках навчався в Північно-Західному заочному політехнічному інституті за спеціальністю інженер-механік по автомобілях і тракторах.
У 1957—1961 роках — навчальний майстер із автомобілів (автомеханік) у Талліннському політехнічному інституті. У 1961 році працював лісничим Виборзького лісництва. У 1961—1963 роках — технік-конструктор ремонтно-механічного заводу «Прогрес» у Таллінні.
У 1963—1967 роках — конструктор, заступник головного інженера, начальник виробничого відділу Талліннського екскаваторного заводу. Одночасно, з 1964 по 1966 рік — секретар первинної партійної організації Талліннського екскаваторного заводу.
У 1967—1973 роках — 2-й секретар Центрального районного комітету КП Естонії міста Таллінна.
У 1973—1974 роках — інспектор, інструктор відділу організаційно-партійної роботи ЦК КП Естонії. У 1973—1976 роках навчався заочно у Вищій партійній школі при ЦК КПРС.
У 1974—1978 роках — 1-й секретар Октябрського районного комітету КП Естонії міста Таллінна.
У 1978 — березні 1984 року — 2-й секретар Талліннського міського комітету КП Естонії.
6 березня 1984 — 7 грудня 1989 року — секретар ЦК КП Естонії з питань промисловості.
Потім — на пенсії.

## Звання
- підполковник (1987)